# Maronenbauch-Hakenschnabel
Der Maronenbauch-Hakenschnabel (Diglossa gloriosissima) ist eine Vogelart aus der Familie der Tangaren (Thraupidae). Das Verbreitungsgebiet dieser endemischen Art ist auf das südamerikanische Land Kolumbien begrenzt. Der Bestand wird von der IUCN als stark gefährdet (Endangered) eingeschätzt.

## Merkmale
Der Maronenbauch-Hakenschnabel erreicht eine Körperlänge von etwa 14,5 bis 15 Zentimetern. Der nach oben gewandte schwarze Schnabel hat eine hakenförmige Spitze. Die Augen sind dunkel. Der überwiegende Teil des Gefieders (Oberseite, Flügel, Kehle. Teilbereiche der Brust) des Männchens ist glänzend schwarz. Die Brust und der Bauch sind maronenbraun. Die kleinen Armdecken sind blaugrau. Am Bürzel ist unauffällige schieferfarben. Das Weibchen ist sehr ähnlich. Der Bürzel ist farblich blaugrauer als beim Männchen, während die Schulterflecken etwas grauer wirken.

## Verbreitung und Lebensraum
Der Vogel kommt in den Anden westlich von Popayán vor. Bisher sind drei Orte bekannt, an denen er beobachtet wurde. So wurde er im Páramo de Frontino und am Cerro Paramillo im Departamento Antioquia sowie am Cerro Munchique im Departamento Cauca gesichtet. Sein Habitat befindet sich nahe der Baumgrenze in Höhen zwischen 3000 und 3800 Metern. Dort bewegt er sich in halbfeuchtem bis nassen Gebüschlandschaften und Nebelwäldern, die teilweise sehr nahe an die Vegetation von typischem Páramo grenzt.

## Verhalten
Es ist gegenwärtig nicht viel über das Verhalten des Maronenbauch-Hakenschnabel bekannt. Es wird vermutet, dass er sich ähnlich wie der Stahlhakenschnabel (Diglossa lafresnayii) verhält, da manche Autoren die Meinung vertreten, dass es sich um eine Unterart von D. lafresnayii handelt. Einer seiner größten Widersacher, was das Territorium angeht, ist der Schwarzkehl-Hakenschnabel (Diglossa brunneiventris).

## Unterarten
Bisher sind zwei Unterarten bekannt, die sich vor allem durch ihre Färbung und Verbreitungsgebiet unterscheiden. Es handelt sich hierbei um:
- Diglossa gloriosissima gloriosissima Chapman, 1912
- Diglossa gloriosissima boylei Graves, 1990, Kommt in Páramo de Frontino in Kolumbien vor[2]